# Боро Йованович
Боро Йованович (на хърватски: Boro Jovanović) е югославски тенисист. 

## Биография
Боро Йованович е роден на 21 октомври 1939 г. в Загреб, Кралство Югославия.
Боро Йованович почива на 19 декември 2023 г. на 84-годишна възраст.

## Кариера
Боро Йованович е вицешампион на двойки на Уимбълдън през 1962 г. с партньор Никола Пилич и четвъртфиналист на турнира на двойки на Уимбълдън през 1968 г.
На сингъл Йованович достига финал на Италия Оупън през 1963 г. и четвъртфинал на Откритото първенство на Франция през 1968 г. През 1972 г. Боро Йованович се присъединява към World Championship Tennis Tour. Той е класиран, като номер 8 в света за 1963 г. от Ланс Тингей от „Дейли Телеграф“.

## Кариерна статистика

#### Финали на двойки отГолям шлем(1)
| година | турнир    | партньор     | съперник           | резултат                   |
| ------ | --------- | ------------ | ------------------ | -------------------------- |
| 1962   | Уимбълдън | Никола Пилич | Боб Хюит Фред Стол | 2 – 6, 7 – 5, 2 – 6, 4 – 6 |